# Bentley 4½ Litre
La Bentley 4½ Litre è un'autovettura da competizione costruita dalla Bentley dal 1926 al 1930. Famoso per la sua dichiarazione “there's no replacement for displacement” (“non c'è rimpiazzo alla cilindrata”), Walter Owen Bentley aumentò la cilindrata della 3 Litre dando origine alla 4½ Litre. Prima che Bentley cedesse la compagnia alla Rolls-Royce (1931), i Bentley Boys cercarono il potenziamento del motore della vettura tramite sovralimentazione. Il nuovo modello fu preparato nel 1929 nell'officina di Henry Birkin (uno dei Bentley Boys) a Welwyn Garden City. Sia la versione aspirata che quella sovralimentata avevano un motore in linea a quattro cilindri. Il passo era compreso tra i 2984 mm ed i 3302 mm.

## La 4½ Litre
La 4½ Litre fu un'evoluzione della 3 Litre; aveva in comune con l'antenata il telaio, incluse le sospensioni a balestra semiellittica, ed i freni sulle quattro ruote. Al quattro cilindri in linea fu aumentato l'alesaggio di 100 mm per produrre una cilindrata di 4398 cm³. La potenza fu di 110 bhp per la versione stradale e 130 bhp per quella da competizione.
Una 4½ Litre vinse la 24 Ore di Le Mans nel 1928 con alla guida Woolf Barnato e Bernard Rubin.
La 4½ Litre fu una delle protagoniste dei romanzi di James Bond, scritti da Ian Fleming. Più precisamente fu menzionata in Casino Royale, Vivi e lascia morire e Moonraker: il grande slam della morte. Nei libri, Bond guidava una Bentley 4½ Litre color grigio con fari Marchal ed un compressore volumetrico Amherst Villiers.

## La 4½ Litre sovralimentata (la “Blower Bentley”)
Sebbene Walter Owen Bentley disdegnasse le automobili sovralimentate, i Bentley Boys (specialmente Henry Birkin) caldeggiarono l'adozione di motore sovralimentato per aumentare la potenza del motore. Quando la Bentley fu in difficoltà economica nel 1925 la Casa automobilistica fu acquisita da uno dei Bentley Boys che nel frattempo aveva fatto fortuna, Woolf Barnato. Nel 1929 fu dunque preparata la versione sovralimentata, denominata “Blower Bentley”. Fu prodotta nelle officine di Henry Birkin a Welwyn Garden City.
Woolf Barnato autorizzò subito la fabbricazione di 50 “Blower Bentley” per puntare alla qualificazione alla 24 Ore di Le Mans l'anno seguente. Il grande compressore volumetrico Roots fu posizionato esternamente al cofano motore, dando un design unico alla vettura. Con 175 hp di potenza erogata, le aspettative per l'esito della gara furono grandi, anche se la vettura non disponeva dell'affidabilità necessaria per la corsa e la 4½ Litre non ebbe successo. Successivamente la gara a Le Mans fu vinta dalla Bentley 6½ L nel 1929 e nel 1930.
Il motore della versione sovralimentata aveva consumi particolarmente elevati; a 161 km/h i modelli con propulsore aspirato avevano un consumo di 16 l/100 km mentre quello della versione “Blower” era di 102 l/100 km.

## I record
Nel 1926 una 4½ Litre stabilì il record mondiale per le autovetture di serie raggiungendo i 160 km/h. Negli anni seguenti, più precisamente nel 1929 sul circuito di Brooklands, una “blower” preparata nelle officine di Henry Birkin a Welwyn Garden City bissò il successo raggiungendo i 222.03 km/h.

## Produzione
- Motore aspirato: 665
- Motore sovralimentato: 55

## Galleria d'immagini

### Galleria 4½ Litre con motore aspirato

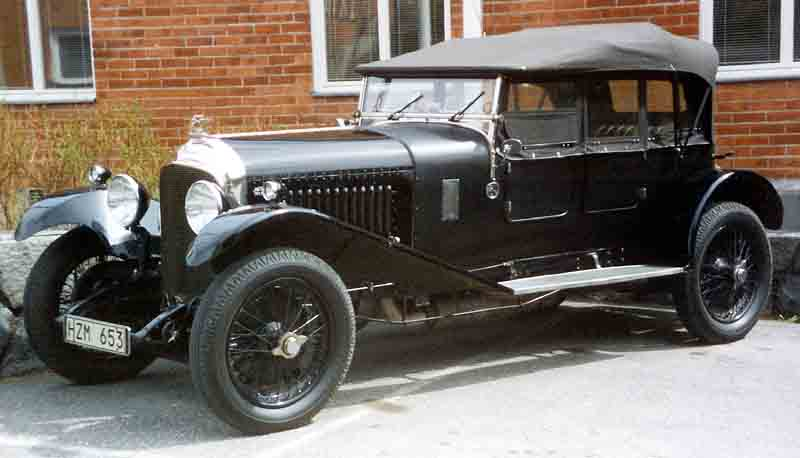
Una Bentley 4½-Litre Sporting Four Seater del 1929
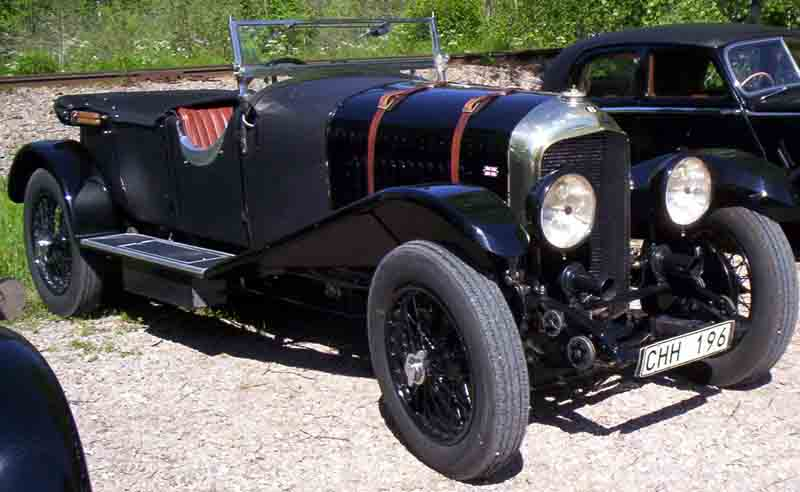
Una Bentley 4½-Litre cabriolet del 1929
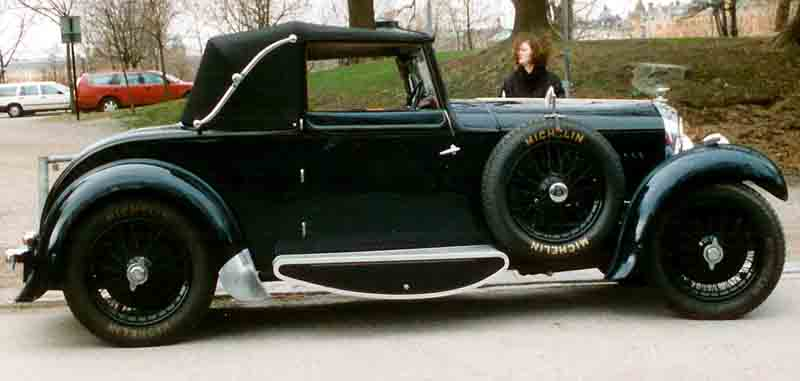
Una Bentley 4½-Litre cabriolet del 1930

### Galleria 4½ Litre sovralimentata (Blower Bentley)

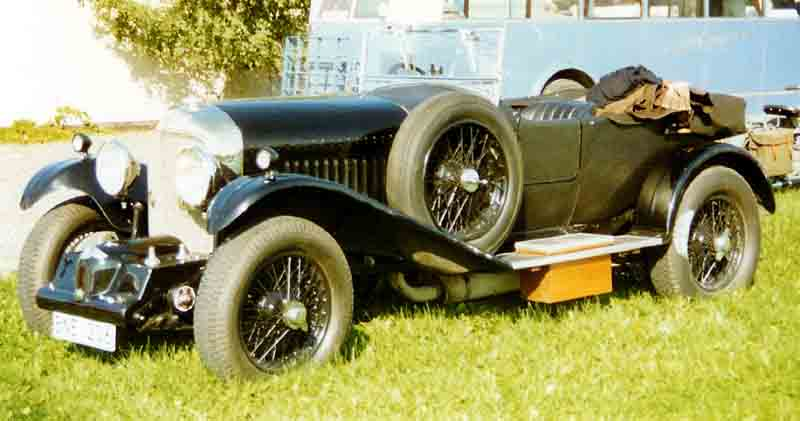
Una Bentley 4½-Litre SC cabriolet del 1930
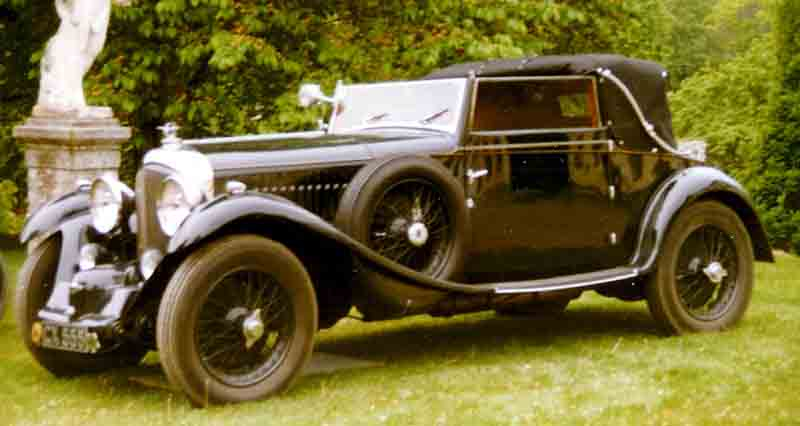
Una Bentley 4½-Litre SC cabriolet del 1931